# Montelupo Fiorentino
Montelupo Fiorentino é uma comuna italiana da região da Toscana, província de Florença, com cerca de 11.212 habitantes. Estende-se por uma área de 24 km², tendo uma densidade populacional de 467 hab/km². Faz fronteira com Capraia e Limite, Carmignano (PO), Empoli, Lastra a Signa, Montespertoli.

## Demografia
| Variação demográfica do município entre 1861 e 2011                               |
|                                                                                   |
| Fonte: Istituto Nazionale di Statistica (ISTAT) - Elaboração gráfica da Wikipedia |